# Iglesia de San Bartolomé (Librilla)
La iglesia de San Bartolomé es un templo religioso de culto católico bajo la advocación de san Bartolomé el Apóstol del municipio de Librilla, en la comunidad autónoma de la Región de Murcia, en España. Ubicada en El Plano, una plaza junto al ayuntamiento de la villa.
El edificio fue declarado Bien de Interés Cultural el 5 de mayo de 1986 (B.O.R.M. nº 127 de 04/06/1986.)

## Historia
La Iglesia Parroquial de San Bartolomé Apóstol, de Librilla, Patrono de la Población, es el edificio más emblemático de la Villa. Está situada en el casco antiguo, en el lugar denominado “El Plano”, un entorno privilegiado junto a la Rambla del Orón, donde se integra también el Ayuntamiento. Lugar histórico donde se celebraban las Fiestas Patronales en honor del Santo.
No se sabe con exactitud la fecha en la que se construyó la primitiva Iglesia de San Bartolomé, lo que si se puede demostrar es que durante los años 1447 a 1458 ya existía como tal, pues en la obra “Fundamentum Eclessia Carthaginensis” (escrita por el Iltmo. Sr. D. Diego de Comontes, Obispo de Cartagena desde 1447 a 1458), se cita dicha Iglesia, estando a su cargo un cura y un prestamero.
Es una construcción en forma de cruz latina, realizada sobre restos de construcciones ya existentes en los terrenos donde se ubica actualmente. Su construcción como tal está fechada en el siglo XVII.
La construcción es de fuertes muros de ladrillo y pilastras del mismo material. La cubierta está formada por bóvedas de ladrillo macizo y una cúpula semiesférica en el punto de intersección de los dos brazos de la cruz que se forma, y que reproducen el esquema de su planta.
Sobre la construcción de la iglesia existe un documento de archivo que narra la terminación de las obras. El estilo de la decoración es neoclásico, con algunas reminiscencias barrocas, propias del ambiente popular del entorno social en el que se procedió a decorarla y ampliarla. 
Esta Iglesia que contaba con imágenes de Salzillo, Roque López y Sánchez Tapia, fue en su mayoría destruida durante la pasada guerra civil. Al acabar la contienda se renovó por completo su interior con retablos e imágenes nuevas.
En 1986 comenzaron las obras de restauración de este templo, finalizando en el estado en que se encuentra actualmente, en el año 2006.

## Estilo
De estilo barroco y neoclásico, data de los siglos XVII, XVIII y XIX. La portada se levanta sobre un fondo de sillares de piedra caliza y se compone de dos cuerpos. El primero consta de dos pilastras de orden toscano que abrigan la puerta y sobre las que se dispone un arquitrabe liso y un friso adornado de flores y angelotes. El segundo cuerpo está flanqueado por dos piezas a modo de flameros y entre motivos florales contiene en su centro el anagrama de la Virgen María.
Encima, una hornacina que alberga una talla en piedra de la Virgen Nuestra Señora de Gracia ataviada con indumentaria de la época y rostrillo y sosteniendo al Niño Jesús en su brazo izquierdo. Se trata de una portada-retablo para ser contemplada como telón de fondo que servía de ornato al atrio. Se observa también en su diseño una serie de elementos de estilo rococó en la decoración que cubre la puerta y rodea la hornacina, detalles que pueden proceder de grabados de la época.
El acroterio, separado del resto de la fachada por un óculo, estaba coronado por las esculturas de San Bartolomé, en el centro. Dos balcones con antepecho cierran el conjunto, uno a cada lado de la portada, orlados de baquetón de piedra y apoyados sobre tirantes, con carpintería de cuarterones.

## Obras

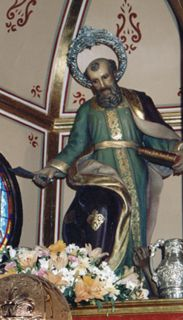
San Bartolomé.

La escultura más destacada de las que contiene la iglesia es la de su imagen titular, San Bartolomé. Esta se encuentra en el camarín, espacio que se abre en el centro del altar mayor.
Es una imagen de madera policromada, dorada y estofada, tallada en el año 1946 por el escultor Sevillano Serna. El santo aparece envuelto en un manto dibujado en rica estofa, con muy amplios y majestuosos pliegues. Sostiene el santo en la mano derecha un cuchillo (símbolo de su martirio) y con la izquierda una cadenas que sujetan la imagen de Satanás que postra bajo sus pies. El rostro del santo es dulce y bonachón. 
Aparte de esta última, las que tienen un valor artístico digno de ser resaltado son la imagen del Nazareno de Sánchez Lozano, de la escuela de Salzillo; el San Juan evangelista de Mengual; y el Cristo Crucificado obra del escultor murciano Nicolás Martínez, constituyendo esta última la pieza más reciente e innovadora. 

## Reformas
Los últimos cambios que experimentó la iglesia de San Bartolomé se produjeron entre los años 2006-2007 y afectaron a casi toda la edificación. El 2 de enero de 2011 se inauguró el coro san Bartolomé de Librilla y el 3 de diciembre de 2011 dio una sorpresa al obispo de Murcia. 